# Wolfsthal
Wolfsthal är en ort och kommun i Österrike. Den ligger i distriktet Bruck an der Leitha i förbundslandet Niederösterreich, 49 km öster om huvudstaden Wien. Kommunen gränsar i norr och öster till Slovakien.